# 積分方程式
積分方程式（せきぶんほうていしき、Integral equation）は、数学において、未知の関数が積分の中に現れるような方程式である。積分方程式と微分方程式には密接な関係があり、そのどちらでも問題を定式化することができる場合もある。
積分方程式は次の3種類の分類方法がある。この分類によれば、8種類の積分方程式が存在する。
1. 積分の上限および下限が固定の場合、フレドホルム積分方程式と呼ばれる。また、積分の上限・下限の片方が変数の場合、ヴォルテラ積分方程式と呼ばれる[7][8]。
2. 未知の関数が積分の中にのみ現れる場合、第一種積分方程式と呼ばれ[3]、未知の関数が積分の中にも外にも現れる場合、第二種積分方程式と呼ばれる[3]。
3. 既知の関数 f （下記参照）が恒等的に 0 の場合、同次積分方程式と呼ばれ、f が 0 でない場合、非同次積分方程式と呼ばれる。

4種類の積分方程式（同次・非同次方程式をまとめた）の例として以下のように書ける。
ただし {\displaystyle \phi } は未知の関数、f は既知の関数、K は既知の2変数関数で積分核と呼ばれる。λ は未知の係数で、線型代数学における固有値と同じ役割をする。
第一種フレドホルム積分方程式：
{\displaystyle f(x)=\int _{a}^{b}K(x,t)\,\phi (t)\,dt}
第二種フレドホルム積分方程式：
{\displaystyle \phi (x)=f(x)+\lambda \int _{a}^{b}K(x,t)\,\phi (t)\,dt}
第一種ヴォルテラ積分方程式：
{\displaystyle f(x)=\int _{a}^{x}K(x,t)\,\phi (t)\,dt}
第二種ヴォルテラ積分方程式：
{\displaystyle \phi (x)=f(x)+\lambda \int _{a}^{x}K(x,t)\,\phi (t)\,dt}
積分方程式は多くの応用において重要である。積分方程式に出会う問題としては、弦や膜、棒における放射エネルギー変換や振動などが挙げられる。振動問題は微分方程式によって解かれることもある。

## 固有値問題の一般化としての積分方程式
ある種の斉次線型積分方程式は、固有値問題の連続極限とみなすことができる。固有値問題は、{\displaystyle \mathbf {M} } を行列、{\displaystyle \mathbf {v} } を固有ベクトル、{\displaystyle \lambda } を対応する固有値として、
{\displaystyle \sum _{j}M_{i,j}v_{j}=\lambda v_{i}^{}}
と書くことができる。
添字 {\displaystyle i}、{\displaystyle j} を連続変数 {\displaystyle x}、{\displaystyle y} で置き換えて連続極限を取ると、{\displaystyle j} に関する総和は {\displaystyle y} に関する積分、行列 {\displaystyle M_{i,j}} とベクトル {\displaystyle v_{j}} はそれぞれ積分核 {\displaystyle K(x,y)} と固有関数 {\displaystyle \varphi (y)} に置き換えられて、線型斉次第二種フレドホルム積分方程式
{\displaystyle \int \mathrm {d} y\,K(x,y)\varphi (y)=\lambda \varphi (x)}
が得られる。
一般に、{\displaystyle K(x,y)} は超関数であってもよい。超関数 {\displaystyle K} が {\displaystyle x=y} でのみ台 (support) を持つ場合は、微分方程式の固有値問題に帰着される。

### 和書
- 日本数学会：「岩波数学辞典（第3版）」、岩波書店 、ISBN 4-00-080016-7（1985年）。
- 竹内端三：「積分方程式論」、共立出版 (1947年)。NDLJP:1078609
- 吉田耕作：「積分方程式論」、岩波全書、ISBN 4-00-021283-4 (1950年)。
- 溝畑茂：「積分方程式入門」、朝倉書店（1968年）。
- 上村豊：「積分方程式：逆問題の視点から」、共立出版、ISBN 4-320-01691-2 (2001年10月15日)。

### 洋書
- Harry Bateman: History and Present State of the Theory of Integral Equations, Report of the British Association (1910).
- Andrei D. Polyanin and Alexander V. Manzhirov: Handbook of Integral Equations. en:CRC Press, Boca Raton, ISBN 0-8493-2876-4 (1998).
- M. Krasnov, A. Kiselev, G. Makarenko: Problems and Exercises in Integral Equations, Mir Publishers, Moscow (1971).
- Smithies, F. : Integral Equations, Cambridge: en:Cambridge University Press, (1958).
- Wazwaz, A. M. : Linear and Nonlinear Integral Equations. Berlin: Springer (2011).
- Kondo, J. : Integral Equations, Oxford, England: Clarendon Press (1992).

#### 非線型積分方程式
- Davis, H. T. : Introduction to Nonlinear Differential and Integral Equations, New York: Dover (1962).
- Precup, R. : Methods in Nonlinear Integral Equations, Springer Science & Business Media (2013).

#### 線型積分方程式
- Kress, R. : Linear Integral Equations, New York: Springer-Verlag (1989).
- Lovitt, W. V. : Linear Integral Equations, New York: Dover (1950).
- Mikhlin, S. G. : Linear Integral Equations, New York: Gordon & Breach (1961).

#### 積分方程式に対する数値解析
- Press, W.H.; Teukolsky, S.A.; Vetterling, W.T.; Flannery, B.P.: chapter 19: "Integral Equations and Inverse Theory", Numerical Recipes: The Art of Scientific Computing (3rd ed.), New York: en:Cambridge University Press, ISBN 978-0-521-88068-8 (2007).
- Kendall E. Atkinson: The Numerical Solution of Integral Equations of the Second Kind, Cambridge Monographs on Applied and Computational Mathematics (1997).
- Delves, L. M., & Mohamed, J. L. : Computational Methods for Integral Equations, CUP Archive (1988).
- Baker, C. T. H.: The Numerical Treatment of Integral Equations, Oxford, England: Clarendon Press (1977).
- R.S. Anderssen: The Application and Numerical Solution of Integral Equations, Sijthoff & Noordhoff (1980)